# Dario Šarić
Dario Šarić (Šibenik, 8 april 1994) is een Kroatisch basketballer die speelt als center of power forward voor de Sacramento Kings.

## Carrière

### Kampioen in eigen land

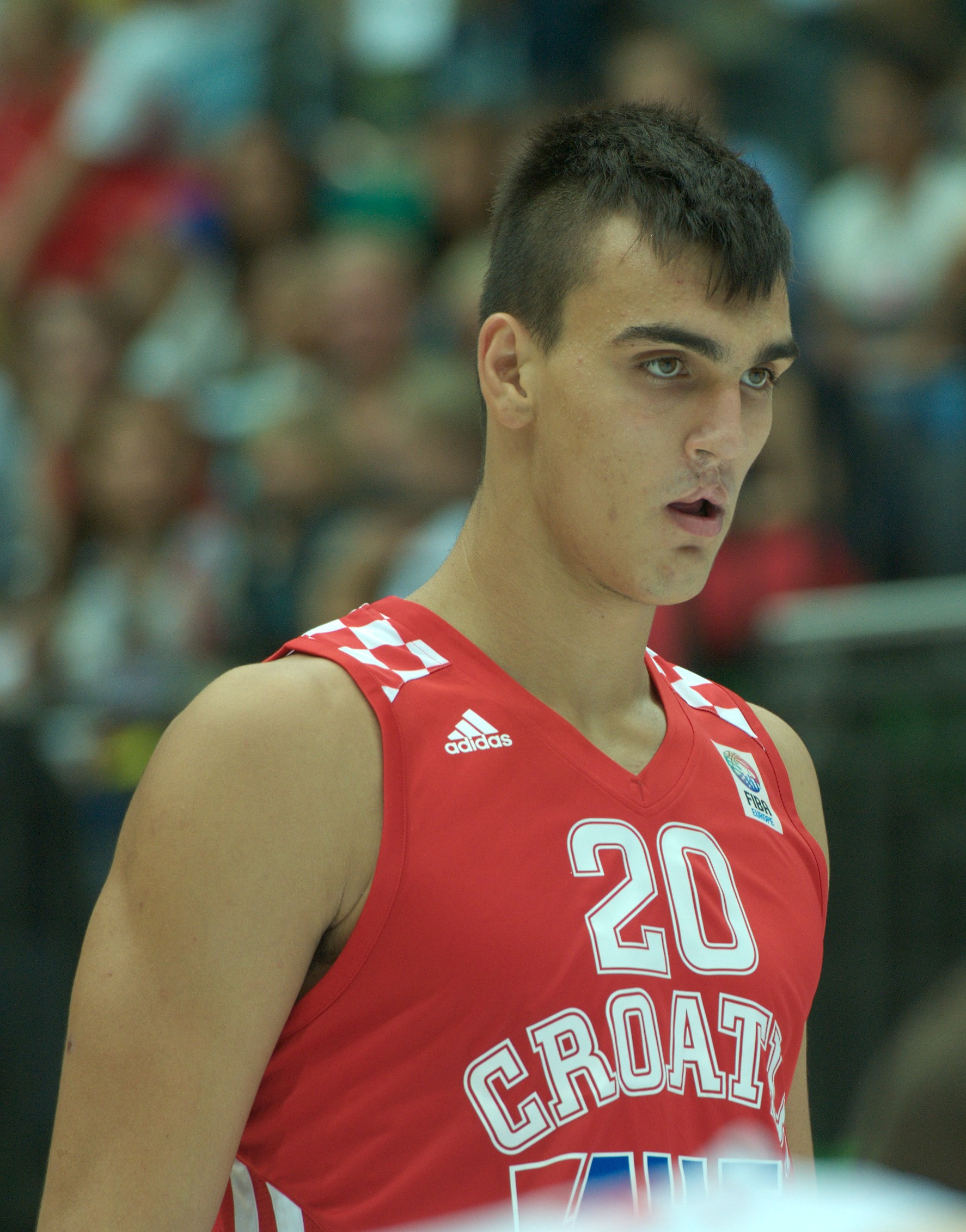
Šarić in 2012 voor Kroatië

Šarić begon zijn professionele basketbalcarrière in eigen land bij KK Zrinjevac, maar al in de loop van het seizoen maakte Šarić de overstap naar KK Zagreb. Tijdens het seizoen 2010/11 werd Šarić uitgleend aan KK Dubrava. In 2011 en 2012 mocht Šarić deelnemen aan de Nike Hoop Summit in Portland. Tijdens de editie van 2012 versloeg het internationaal team het Amerikaanse team waarbij Šarić goed was voor 13 punten, 14 rebounds en 5 assists. In november 2012 tekende Šarić  een contract voor 4 seizoenen bij KK Cibona Zagreb. In 2013 werd Šarić met Cibona kampioen van zijn land waarbij Šarić tevens werd verkozen tot de MVP van de playoffs.  Šarić won met Cibona tevens de Kroatische beker. Šarić stelde zich aanvankelijk kandidaat voor de NBA Draft van 2013, maar hij trok zich finaal toch terug en besloot nog verder te blijven spelen in Kroatië. Zowel in 2013 als 2014 ontving Šarić de FIBA Europe Young Men's Player of the Year Award, trofee voor de beste Europese jonge basketballer jonger dan 22 jaar. Met Cibona eindigde Šarić op de tweede plaats in de Kroatische competitie maar Cibona was wel de sterkste ploeg in de ABA League. Šarić was in de ABA League dit jaar de beste schutter met een gemiddelde van 16,3 punten en hij was tevens goed voor een gemiddelde van 9,5 rebounds en 3 assist. Mede hierdoor werd Šarić verkozen tot beste jongere, MVP van de competitie en MVP van de final four. In 2013 kwalificeerde Šarić zich met de Kroatische selectie voor het EK in Slovenië. Kroatië kon zich plaatsen voor de halve finale waarin er werd verloren van Litouwen. In de troostfinale verloor Kroatië van Spanje.

### 2014-2016: Gekozen in de NBA draft maar toch 2 jaar in Turkije
Op 24 juni 2014 tekende Šarić een contract bij het Turkse Anadolu Efes SK. Enkele dagen later stelde Šarić zich alsnog kandidaat voor de NBA draft van 2014. Šarić werd tijdens de draft als 12e gekozen door de Orlando Magic, maar de rechten op Šarić werden al snel geruild naar de Philadelphia 76ers tegen Elfrid Payton. Na de draft stelde Šarić dat hij in Europa wilde blijven spelen, maar dat hij in de toekomst zeker voor de Sixers zou uitkomen. Šarić nam met zijn landgenoten deel aan het WK in Spanje waar Kroatië in de 1/8e finales zijn meerdere moest erkennen in Frankrijk.
Met Anadolu Efes SK speelde Šarić niet alleen in de Türkiye Basketbol Ligi, maar ook in de EuroLeague, de hoogste professionele basketbalcompetitie in Europa. In november 2014 werd Šarić in de EuroLeague gekozen tot MVP van de maand november. Šarić was hiermee de jongste basketballer ooit die deze trofee in ontvangst mocht nemen. Als gevolg van zijn goede prestaties werd Šarić in januari 2015 voor de tweede opeenvolgende keer de FIBA Europe Young Men's Player of the Year Award. In de Euroleague 2014/15 sneuvelde Šarić  met Anadolu Efes in de kwartfinales tegen Real Madrid Baloncesto, in Turkije won Anadolu Efes de Turkse basketbalbeker. Ook het daaropvolgende seizoen speelde Šarić nog voor Anadolu Efes.

### 2016-2018: Olympische deelname en Philadelphia 76ers
Na zijn periode in Turkije tekende Šarić op 15 juli 2016 een contract bij de Philadelphia 76ers. In 2016 maakte Šarić deel uit van de Kroatische selectie voor de Olympische Zomerspelen in Rio de Janeiro. Kroatië was in de groepsfase winnaar van groep B, met slechts 1 verlieswedstrijd. In de kwartfinale verloor Kroatië van Servië. Op 26 oktober 2016 maakte Šarić in de openingswedstrijd van het seizoen meteen ook zijn debuut als basisspeler. Dankzij zijn goede prestaties mocht Šarić op 17 februari 2017 deelnemen aan de Rising Stars Challenge tijdens het NBA All-Star Weekend. Op 2 maart 2017 werd Šarić gekozen tot rookie van de maand februari voor de Eastern Conference. Ook een maand later werd Šarić gekozen tot rookie van de maand. Op het einde van het seizoen werd Šarić dan ook opgenomen in het NBA All-Rookie First Team. In de verkiezing van NBA Rookie of the Year eindigde Šarić op de tweede plaats, achter Malcolm Brogdon. In zijn rookie-seizoen speelde Šarić 81 wedstrijden waarin hij tijdens een gemiddelde speeltijd van 26,3 minuten per wedstrijd goed was voor een gemiddelde van 12,8 punten en 6,3 rebounds per wedstrijd.
Tijdens het seizoen 2017/18 werd Šarić standaard uitgespeeld als basisspeler. Hij mocht opnieuw aantreden voor het wereldteam in de Rising Stars Challenge. Met Philadelphia kon Šarić zich plaatsen voor de NBA Playoffs, waar in de eerste ronde werd verloren van de Boston Celtics. 

### 2018-2023: via Minnesota naar de Phoenix Suns
Šarić begon het seizoen 2018/19 nog in Philadelphia maar op 12 november 2018 werd Šarić, samen met Jerryd Bayless, Robert Covington en een toekomstige draftpick, geruild naar de Minnesota Timberwolves, waarbij Jimmy Butler en Justin Patton de omgekeerde beweging maakten. Twee dagen later maakte Šarić zijn debuut voor de Timberwolves. Šarić kreeg aanvankelijk vooral speeltijd als wisselspeler maar werd vanaf februari 2019 toch steevast uitgespeeld als basisspeler. Op 6 juli 2019 werd Šarić en Cameron Johnson in ruil voor Jarrett Culver geruild naar de Phoenix Suns. In Phoenix werd Šarić onmiddellijk als basisspeler uitgespeeld. Als gevolg van zijn sterke prestaties tekende Šarić op 28 november 2020 een nieuw 3jaars-contract bij de Phoenix Suns. Als gevolg van een COVID-19-infectie en een beenblessure miste Šarić 13 opeenvolgende wedstrijden tijdens het seizoensbegin van 2020/21. Daarna maakte Šarić opnieuw meer speelminuten, voornamelijk startend vanop de bank. Phoenix kwalificeerde zich voor de playoffs. Na winst tegen de Los Angeles Lakers, Denver Nuggets en de Los Angeles Clippers speelde Phoenix de NBA-finale tegen de Milwaukee Bucks. Tijdens de eerste wedstrijd van deze finale liep Šarić een blessure aan de de voorste kruisband op, waardoor hij de rest van de finale moest missen. De Suns verloren de finale met 4-2 van Milwaukee. Als gevolg van deze blessure onderging Šarić een kruisbandoperatie op 4 augustus 2021 waardoor hij het volledige seizoen 2021/22 aan zich moest laten voorbijgaan om te revalideren. Op 5 mei 2022 moest hij echter opnieuw onder het mes als gevolg van een blessure aan de meniscus. Šarić was alsnog fit voor de start van het seizoen 2022/23 maar hij kreeg minder speelgelegenheid.

### 2023-2024: Omzwervingen bij OKC, Golden State Warriors en Denver Nuggets
Op 9 februari 2023 werd Šarić, samen met een toekomstige draftpick en een geldsom, tegen Darius Bazley geruild naar de Oklahoma City Thunder.. Šarić maakte zijn debuut in Oklahoma op 15 februari en speelde 20 wedstrijden voor de Thunder. In de zomer van 2023 tekende Šarić als vrije speler een contract bij de Golden State Warriors waar hij het seizoen 2023/24 zou uitkomen. In 64 wedstrijden was hij goed voor een gemiddelde van 8,0 punten en 4,4 rebounds. Op 12 juli 2024 tekende Šarić een contract bij de Denver Nuggets. Na één seizoen en beperkte speeltijd in Denver werd Šarić op 1 juli 2025 tegen Jonas Valančiūnas geruild naar de Sacramento Kings.

## Erelijst
- NBA All-Rookie First Team: 2017
- Turks bekerwinnaar: 2015
- ABA League-kampioen: 2014
- ABA League MVP: 2014
- Topscorer ABA League: 2014
- FIBA Europe Young Men's Player of the Year: 2013, 2014
- Kroatisch landskampioen: 2013
- Kroatisch bekerwinnaar: 2010, 2013

## Statistieken
| Legenda | Legenda                | Legenda | Legenda                 | Legenda | Legenda               |
| ------- | ---------------------- | ------- | ----------------------- | ------- | --------------------- |
| WG      | Wedstrijden gespeeld   | WS      | Wedstrijden als starter | MPW     | Minuten per wedstrijd |
| FG%     | Fieldgoal-percentage   | 3P%     | Drie-punterpercentage   | VW%     | Vrije-worppercentage  |
| RPW     | Rebounds per wedstrijd | APW     | Assists per wedstrijd   | SPW     | Steals per wedstrijd  |
| BPW     | Blocks per wedstrijd   | PPW     | Punten per wedstrijd    | Vet     | Hoogste in carrière   |

### Regulier NBA seizoen
| Seizoen  | Team                   | WG  | WS  | MPW  | FG%  | 3P%  | FW%  | RPW | APW | SPW | BPW | PPW  |
| -------- | ---------------------- | --- | --- | ---- | ---- | ---- | ---- | --- | --- | --- | --- | ---- |
| 2016/17  | Philadelphia 76ers     | 81  | 36  | 26,3 | 41,1 | 31,1 | 78,2 | 6,3 | 2,2 | 0,4 | 0,7 | 12,8 |
| 2017/18  | Philadelphia 76ers     | 78  | 73  | 29,6 | 45,3 | 39,3 | 86,0 | 6,7 | 2,6 | 0,3 | 0,7 | 14,6 |
| 2018/19  | Philadelphia 76ers     | 13  | 13  | 30,5 | 36,4 | 30,0 | 90,0 | 6,6 | 2,0 | 0,2 | 0,3 | 11,1 |
| 2018/19  | Minnesota Timberwolves | 68  | 28  | 23,9 | 45,4 | 38,3 | 87,5 | 5,5 | 1,5 | 0,6 | 0,1 | 10,5 |
| 2019/20  | Phoenix Suns           | 66  | 51  | 24,7 | 47,6 | 35,7 | 84,4 | 6,2 | 1,9 | 0,6 | 0,2 | 10,7 |
| 2020/21  | Phoenix Suns           | 50  | 4   | 17,4 | 44,7 | 34,8 | 84,8 | 3,8 | 1,3 | 0,6 | 0,1 | 8,7  |
| 2022/23  | Phoenix Suns           | 37  | 12  | 14,4 | 42,7 | 39,1 | 81,8 | 3,8 | 1,5 | 0,4 | 0,1 | 5,8  |
| 2022/23  | Oklahoma City Thunder  | 20  | 0   | 13,7 | 51,5 | 39,1 | 84,4 | 3,3 | 0,9 | 0,4 | 0,1 | 7,4  |
| 2023/24  | Golden State Warriors  | 64  | 9   | 17,2 | 46,6 | 37,6 | 84,9 | 4,4 | 2,3 | 0,5 | 0,2 | 8,0  |
| 2024/25  | Denver Nuggets         | 16  | 4   | 13,1 | 36,2 | 26,9 | 70,0 | 3,1 | 1,4 | 0,4 | 0,1 | 3,5  |
| Carrière | Carrière               | 493 | 230 | 22,5 | 44,4 | 36,0 | 83,7 | 5,3 | 1,9 | 0,6 | 0,2 | 10,4 |

### Play-ins NBA
| Seizoen  | Team                  | WG | WS | MPW  | FG%  | 3P% | FW% | RPW | APW | SPW | BPW | PPW |
| -------- | --------------------- | -- | -- | ---- | ---- | --- | --- | --- | --- | --- | --- | --- |
| 2022/23  | Oklahoma City Thunder | 2  | 0  | 11,7 | 50,0 | 0,0 | -   | 2,5 | 0,0 | 0,5 | 0,5 | 3,0 |
| Carrière | Carrière              | 2  | 0  | 11,7 | 50,0 | 0,0 | -   | 2,5 | 0,0 | 0,5 | 0,5 | 3,0 |

### Play-offs NBA
| Seizoen  | Team               | WG | WS | MPW  | FG%  | 3P%  | FW%  | RPW | APW | SPW | BPW | PPW  |
| -------- | ------------------ | -- | -- | ---- | ---- | ---- | ---- | --- | --- | --- | --- | ---- |
| 2017/18  | Philadelphia 76ers | 10 | 10 | 32,9 | 42,1 | 38,5 | 85,0 | 7,3 | 3,5 | 1,0 | 0,4 | 17,2 |
| 2020/21  | Phoenix Suns       | 14 | 0  | 10,5 | 46,7 | 44,4 | 92,9 | 2,5 | 1,0 | 0,1 | 0,1 | 4,5  |
| Carrière | Carrière           | 24 | 10 | 19,8 | 43,2 | 40,0 | 87,0 | 4,5 | 2,0 | 0,5 | 0,2 | 9,8  |

### Euroleague
| Seizoen  | Team            | WG | WS | MPW  | FG%  | 3P%  | FW%  | RPW | APW | SPW | BPW | PPW  |
| -------- | --------------- | -- | -- | ---- | ---- | ---- | ---- | --- | --- | --- | --- | ---- |
| 2011/12  | KK Zagreb       | 4  | 3  | 15,0 | 20,0 | 16,7 | 50,0 | 4,5 | 0,5 | 0,3 | 0,3 | 2,0  |
| 2014/15  | Anadolu Efes SK | 27 | 22 | 24,4 | 43,3 | 30,6 | 70,7 | 6,4 | 2,3 | 0,7 | 0,4 | 9,9  |
| 2015/16  | Anadolu Efes SK | 24 | 18 | 22,4 | 50,0 | 40,3 | 93,9 | 5,8 | 1,5 | 0,5 | 0,5 | 11,7 |
| Carrière | Carrière        | 55 | 43 | 22,9 | 45,7 | 35,0 | 78,3 | 6,0 | 1,8 | 0,6 | 0,4 | 10,1 |